# Lijst van topschutters van de Primera División (Argentinië)
Hieronder een lijst van topschutters van de Primera División, de hoogste voetbalklasse in Argentinië. 

## All-time tabel
| Plaats | Speler                          | Tijdspanne                | Goals | Wedstrijden | (%)      |
| ------ | ------------------------------- | ------------------------- | ----- | ----------- | -------- |
| 1      | Arsenio Erico                   | 1939-59                   | 293   | 332         | 88%      |
| 1      | Ángel Labruna                   | 1939-59                   | 293   | 515         | 57%      |
| 3      | Herminio Masantonio             | 1931-45                   | 256   | 358         | 72%      |
| 4      | Francisco Varallo               | 1928–39                   | 236   |             |          |
| 5      | Manuel Seoane                   | 1921-33                   | 233   | 249         |          |
| 6      | Manuel Pelegrina                | 1938–1956                 | 231   | 490         | 47%      |
| 7      | Martín Palermo                  | 1992–2000, 2004–11        | 227   | 330         | 68%      |
| 8      | José Sanfilippo                 | 1953–63, 1966–67, 1972    | 226   | 405         | 56%      |
| 9      | Ricardo Infante                 | 1942–61                   | 217   | 439         | 49%      |
| 10     | Oscar Más                       | 1964-77, 1979, 1982, 1985 | 215   | 429         | 50%      |
| 11     | Bernabé Ferreyra Carlos Bianchi | 1931-39 1967-72, 1980-84  | 206   | 197 324     | 105% 64% |

## Overzicht per jaar
| Seizoen            | Speler                                                | Club                                         | Goals                | Wedstrijden          |
| ------------------ | ----------------------------------------------------- | -------------------------------------------- | -------------------- | -------------------- |
| 1891               | F. Archer                                             | Buenos Aires and Rosario Railway             | 7                    |                      |
| 1892               | (geen kampioenschap)                                  | (geen kampioenschap)                         | (geen kampioenschap) | (geen kampioenschap) |
| 1893               | William Leslie                                        | Lomas                                        | 7                    |                      |
| 1894               | James Gifford                                         | Flores                                       | 7                    |                      |
| 1895               | (geen gevens)                                         | (geen gevens)                                | (geen gevens)        | (geen gevens)        |
| 1896               | Thomas Fearnley Allen Juan Anderson                   | Flores Lomas                                 | 7                    |                      |
| 1897               | William Stirling                                      | Lomas                                        | 20                   |                      |
| 1898               | Thomas Fearnley Allen                                 | Lanús Athletic                               | 11                   |                      |
| 1899               | Percy Hooton                                          | Belgrano AC                                  | 3                    |                      |
| 1900               | Spencer Leonard                                       | Buenos Aires English High School             | 8                    |                      |
| 1901               | Herbert Dorning                                       | Belgrano AC                                  | 5                    |                      |
| 1902               | Jorge Brown                                           | Alumni                                       | 11                   |                      |
| 1903               | Jorge Brown                                           | Alumni                                       | 12                   |                      |
| 1904               | Alfredo Brown                                         | Alumni                                       | 11                   |                      |
| 1905               | Tristán Gonzáles Carlos Lett                          | Estudiantes Buenos Aires Alumni              | 12                   |                      |
| 1906               | Eliseo Brown Percy Hooton Henry Lawrie Carlos Whalley | Alumni Quilmes Lomas Belgrano AC             | 8                    |                      |
| 1907               | Eliseo Brown                                          | Alumni                                       | 24                   |                      |
| 1908               | Eliseo Brown                                          | Alumni                                       | 19                   |                      |
| 1909               | Eliseo Brown                                          | Alumni                                       | 17                   |                      |
| 1910               | Arnold Watson Hutton                                  | Alumni                                       | 13                   |                      |
| 1911               | Ricardo Malbrán Ernesto Lett Antonio Piaggio          | San Isidro Alumni Porteño                    | 10                   |                      |
| 1912               | Alberto Ohaco                                         | Racing Club                                  | 9                    |                      |
| 1912 FAF           | Ernesto Colla                                         | Independiente                                | 12                   |                      |
| 1913               | Alberto Ohaco                                         | Racing Club                                  | 20                   |                      |
| 1913 FAF           | Guillermo Dannaher                                    | Argentino de Quilmes                         | 16                   |                      |
| 1914               | Alberto Ohaco                                         | Racing Club                                  | 20                   |                      |
| 1914 FAF           | Norberto Carabelli                                    | Hispano Argentino                            | 11                   |                      |
| 1915               | Alberto Ohaco                                         | Racing Club                                  | 31                   |                      |
| 1916               | Marius Hiller                                         | Gimnasia y Esgrima Buenos Aires              | 16                   |                      |
| 1917               | Antonio Marcovecchio                                  | Racing Club                                  | 18                   |                      |
| 1918               | Albérico Zabaleta                                     | Racing Club                                  | 13                   |                      |
| 1919               | Alfredo Garassino Alfredo Martín                      | Boca Juniors                                 | 6                    |                      |
| 1919 AAm           | Antonio Marcovecchio                                  | Racing Club                                  | 16                   |                      |
| 1920               | Fausto Lucarelli                                      | Banfield                                     | 15                   |                      |
| 1920 AAm           | Santiago Carreras                                     | Vélez Sarsfield                              | 19                   |                      |
| 1921               | Guillermo Dannaher                                    | Huracán                                      | 23                   |                      |
| 1921 AAm           | Alberico Zabaleta                                     | Racing Club                                  | 32                   |                      |
| 1922               | José Clarke Domingo Tarasconi                         | Sportivo Palermo Boca Juniors                | 11                   |                      |
| 1922 AAm           | Manuel Seoane                                         | Independiente                                | 55                   |                      |
| 1923               | Domingo Tarasconi                                     | Boca Juniors                                 | 40                   |                      |
| 1923 AAm           | Martín Barceló                                        | Racing Club                                  | 15                   |                      |
| 1924               | Domingo Tarasconi                                     | Boca Juniors                                 | 16                   |                      |
| 1924 AAm           | Fausto Lucarelli Luis Ravaschino                      | Sportivo Buenos Aires Independiente          | 15                   |                      |
| 1925               | José Gaslini                                          | Chacarita Juniors                            | 16                   |                      |
| 1925 AAm           | Alberto Bellomo                                       | Estudiantes de La Plata                      | 16                   |                      |
| 1926               | Roberto Cherro                                        | Boca Juniors                                 | 20                   |                      |
| 1926 AAm           | Manuel Seoane                                         | Independiente                                | 29                   |                      |
| 1927               | Domingo Tarasconi                                     | Boca Juniors                                 | 32                   |                      |
| 1928               | Roberto Cherro                                        | Boca Juniors                                 | 32                   |                      |
| 1929               | José Cortecce Manuel Seoane                           | San Lorenzo Independiente                    | 13                   |                      |
| 1930               | Roberto Cherro                                        | Boca Juniors                                 | 37                   |                      |
| 1931               | Alberto Zozaya                                        | Estudiantes                                  | 33                   | 34                   |
| 1931 AAF           | José Ciancio                                          | Almagro                                      | 14                   |                      |
| 1932               | Bernabé Ferreyra                                      | River Plate                                  | 43                   | 35                   |
| 1932 AAF           | Juan Carlos Irurieta                                  | CA All Boys                                  | 23                   |                      |
| 1933               | Francisco Varallo                                     | Boca Juniors                                 | 34                   | 34                   |
| 1933 AAF           | Alfonso Lorenzo                                       | Barracas Central                             | 16                   |                      |
| 1934               | Evaristo Barrera                                      | Racing Club                                  | 34                   | 39                   |
| 1934 AAF           | Pedro Maseda Domingo Tarasconi                        | Argentino de Quilmes CA San Martín           | 16                   |                      |
| 1935               | Agustín Cosso                                         | Vélez Sarsfield                              | 33                   | 34                   |
| 1936               | Evaristo Barrera                                      | Racing Club                                  | 33                   | 35                   |
| 1937               | Arsenio Erico                                         | Independiente                                | 47                   | 34                   |
| 1938               | Arsenio Erico                                         | Independiente                                | 43                   | 34                   |
| 1939               | Arsenio Erico                                         | Independiente                                | 40                   | 34                   |
| 1940               | Delfín Benitez Isidro Lángara                         | Racing Club San Lorenzo                      | 33 33                | 34 34                |
| 1941               | José Canteli                                          | Newell's Old Boys                            | 30                   | 30                   |
| 1942               | Rinaldo Martino                                       | San Lorenzo                                  | 25                   | 30                   |
| 1943               | Luis Arrieta Ángel Labruna Raúl Frutos                | Lanús River Plate Platense                   | 23 23 23             | 30 30 30             |
| 1944               | Atilio Mellone                                        | Huracán                                      | 26                   | 30                   |
| 1945               | Ángel Labruna                                         | River Plate                                  | 25                   | 30                   |
| 1946               | Mario Boyé                                            | Boca Juniors                                 | 24                   | 30                   |
| 1947               | Alfredo Di Stéfano                                    | River Plate                                  | 27                   | 30                   |
| 1948               | Benjamín Santos                                       | Rosario Central                              | 21                   | 30                   |
| 1949               | Llamil Simes Juan José Pizzuti                        | Racing Club Banfield                         | 26 26                | 34 34                |
| 1950               | Mario Papa                                            | San Lorenzo                                  | 24                   | 34                   |
| 1951               | Santiago Vernazza                                     | River Plate                                  | 22                   | 24                   |
| 1952               | Eduardo Ricagni                                       | Huracán                                      | 28                   | 34                   |
| 1953               | Juan José Pizzuti Juan Benavidez                      | Racing Club San Lorenzo                      | 22 22                | 30                   |
| 1954               | Ángel Berni Norberto Conde José Borello               | San Lorenzo Vélez Sarsfield Boca Juniors     | 19 19 19             | 30 30 30             |
| 1955               | Oscar Massei                                          | Rosario Central                              | 21                   | 30                   |
| 1956               | Juan Alberto Castro Ernesto Grillo                    | Rosario Central Independiente                | 17 17                | 30 30                |
| 1957               | Roberto Zárate                                        | River Plate                                  | 22                   | 30                   |
| 1958               | José Sanfilippo                                       | San Lorenzo                                  | 28                   | 30                   |
| 1959               | José Sanfilippo                                       | San Lorenzo                                  | 31                   | 30                   |
| 1960               | José Sanfilippo                                       | San Lorenzo                                  | 34                   | 30                   |
| 1961               | José Sanfilippo                                       | San Lorenzo                                  | 26                   | 30                   |
| 1962               | Luis Artime                                           | River Plate                                  | 28                   | 25                   |
| 1963               | Luis Artime                                           | River Plate                                  | 26                   | 25                   |
| 1964               | Héctor Rodolfo Veira                                  | San Lorenzo                                  | 17                   | 30                   |
| 1965               | Juan Carlos Carone                                    | Vélez Sarsfield                              | 19                   | 34                   |
| 1966               | Luis Artime                                           | Independiente                                | 23                   | 38                   |
| 1967 Metropolitano | Bernardo Acosta                                       | Lanús                                        | 18                   | 22                   |
| 1967 Nacional      | Luis Artime                                           | Independiente                                | 11                   | 15                   |
| 1968 Metropolitano | Alfredo Obberti                                       | Los Andes                                    | 13                   | 22                   |
| 1968 Nacional      | Omar Wehbe                                            | Vélez Sarsfield                              | 13                   | 17                   |
| 1969 Metropolitano | Wálter Machado                                        | Racing Club                                  | 14                   | 23                   |
| 1969 Nacional      | Rodolfo Fischer Carlos Bulla                          | San Lorenzo Platense                         | 14 14                | 19 17                |
| 1970 Metropolitano | Oscar Más                                             | River Plate                                  | 16                   | 20                   |
| 1970 Nacional      | Carlos Bianchi                                        | Vélez Sarsfield                              | 18                   | 20                   |
| 1971 Metropolitano | Carlos Bianchi                                        | Vélez Sarsfield                              | 36                   | 36                   |
| 1971 Nacional      | Alfredo Obberti José Artemio Luñiz                    | Newell's Old Boys Juventud Antoniana         | 10 10                | 15 15                |
| 1972 Metropolitano | Miguel Ángel Brindisi                                 | Huracán                                      | 21                   | 34                   |
| 1972 Nacional      | Carlos Manuel Morete                                  | River Plate                                  | 14                   | 15                   |
| 1973 Metropolitano | Oscar Más Hugo Curioni Ignacio Peña                   | River Plate Boca Juniors Estudiantes         | 17 17 17             | 32 32 32             |
| 1973 Nacional      | Juan Gómez Voglino                                    | Atlanta                                      | 18                   | 16                   |
| 1974 Metropolitano | Carlos Manuel Morete                                  | River Plate                                  | 18                   | 18                   |
| 1974 Nacional      | Mario Kempes                                          | Rosario Central                              | 25                   | 25                   |
| 1975 Metropolitano | Héctor Horacio Scotta                                 | San Lorenzo                                  | 28                   | 38                   |
| 1975 Nacional      | Héctor Horacio Scotta                                 | San Lorenzo                                  | 32                   | 23                   |
| 1976 Metropolitano | Mario Kempes                                          | Rosario Central                              | 21                   | 33                   |
| 1976 Nacional      | Norberto Eresumo Luis Ludueña Víctor Marchetti        | San Lorenzo (MdP) Talleres Unión de Santa Fe | 12 12 12             | 20 22 21             |
| 1977 Metropolitano | Carlos Álvarez                                        | Argentinos Juniors                           | 27                   | 44                   |
| 1977 Nacional      | Alfredo Letanú                                        | Estudiantes                                  | 13                   | 16                   |
| 1978 Metropolitano | Diego Maradona Luis Andreucci                         | Argentinos Juniors Quilmes                   | 22 22                | 40 40                |
| 1978 Nacional      | José Omar Reinaldi                                    | Talleres                                     | 18                   | 18                   |
| 1979 Metropolitano | Diego Maradona Sergio Fortunato                       | Argentinos Juniors Estudiantes               | 14 14                | 19                   |
| 1979 Nacional      | Diego Maradona                                        | Argentinos Juniors                           | 12                   | 14                   |
| 1980 Metropolitano | Diego Maradona                                        | Argentinos Juniors                           | 25                   | 38                   |
| 1980 Nacional      | Diego Maradona                                        | Argentinos Juniors                           | 17                   | 18                   |
| 1981 Metropolitano | Raúl Chaparro                                         | Instituto                                    | 20                   | 34                   |
| 1981 Nacional      | Carlos Bianchi                                        | Vélez Sarsfield                              | 15                   | 20                   |
| 1982 Nacional      | Miguel Ángel Juárez                                   | Ferro Carril Oeste                           | 22                   | 22                   |
| 1982 Metropolitano | Carlos Manuel Morete                                  | Independiente                                | 20                   | 36                   |
| 1983 Nacional      | Armando Husillos                                      | Loma Negra                                   | 11                   | 14                   |
| 1983 Metropolitano | Víctor Ramos                                          | Newell's Old Boys                            | 30                   | 38                   |
| 1984 Nacional      | Pedro Pablo Pasculli                                  | Argentinos Juniors                           | 9                    | 10                   |
| 1984 Metropolitano | Enzo Francescoli                                      | River Plate                                  | 24                   | 36                   |
| 1985 Nacional      | Jorge Comas                                           | Vélez Sarsfield                              | 12                   | 15                   |
| 1985–1986          | Enzo Francescoli                                      | River Plate                                  | 25                   | 36                   |
| 1986–1987          | Omar Palma                                            | Rosario Central                              | 20                   | 38                   |
| 1987–1988          | José Luis Rodríguez                                   | Deportivo Español                            | 18                   | 38                   |
| 1988–1989          | Oscar Dertycia Néstor Raúl Gorosito                   | Argentinos Juniors San Lorenzo               | 20 20                | 38 38                |
| 1989–1990          | Ariel Cozzoni                                         | Newell's Old Boys                            | 23                   | 38                   |
| 1990–1991          | Esteban González                                      | Vélez Sarsfield                              | 18                   | 38                   |
| 1991 Apertura      | Ramón Díaz                                            | River Plate                                  | 14                   | 17                   |
| 1992 Clausura      | Darío Scotto Diego Latorre                            | Platense Boca Juniors                        | 9 9                  | 16 19                |
| 1992 Apertura      | Alberto Acosta                                        | San Lorenzo                                  | 12                   | 19                   |
| 1993 Clausura      | Rubén Da Silva                                        | River Plate                                  | 13                   | 18                   |
| 1993 Apertura      | Sergio Martínez                                       | Boca Juniors                                 | 12                   | 19                   |
| 1994 Clausura      | Marcelo Espina Hernán Crespo                          | Platense River Plate                         | 11 11                | 18 19                |
| 1994 Apertura      | Enzo Francescoli                                      | River Plate                                  | 12                   | 16                   |
| 1995 Clausura      | José Oscar Flores                                     | Vélez Sarsfield                              | 14                   | 17                   |
| 1995 Apertura      | José Luis Calderón                                    | Estudiantes                                  | 13                   | 18                   |
| 1996 Clausura      | Ariel López                                           | Lanús                                        | 13                   | 18                   |
| 1996 Apertura      | Gustavo Reggi                                         | Ferro Carril Oeste                           | 11                   | 17                   |
| 1997 Clausura      | Sergio Martínez                                       | Boca Juniors                                 | 15                   | 15                   |
| 1997 Apertura      | Rubén Da Silva                                        | Rosario Central                              | 15                   | 17                   |
| 1998 Clausura      | Roberto Sosa                                          | Gimnasia y Esgrima La Plata                  | 16                   | 19                   |
| 1998 Apertura      | Martín Palermo                                        | Boca Juniors                                 | 20                   | 19                   |
| 1999 Clausura      | José Luis Calderón                                    | Independiente                                | 17                   | 18                   |
| 1999 Apertura      | Javier Saviola                                        | River Plate                                  | 15                   | 18                   |
| 2000 Clausura      | Esteban Fuertes                                       | Colón                                        | 17                   | 18                   |
| 2000 Apertura      | Juan Pablo Ángel                                      | River Plate                                  | 13                   | 18                   |
| 2001 Clausura      | Bernardo Daniel Romeo                                 | San Lorenzo                                  | 15                   | 16                   |
| 2001 Apertura      | Martín Cardetti                                       | River Plate                                  | 17                   | 19                   |
| 2002 Clausura      | Fernando Cavenaghi                                    | River Plate                                  | 15                   | 19                   |
| 2002 Apertura      | Néstor Andrés Silvera                                 | Independiente                                | 16                   | 19                   |
| 2003 Clausura      | Luciano Figueroa                                      | Rosario Central                              | 17                   | 19                   |
| 2003 Apertura      | Ernesto Farías                                        | Estudiantes                                  | 12                   | 16                   |
| 2004 Clausura      | Rolando Zárate                                        | Vélez Sarsfield                              | 13                   | 17                   |
| 2004 Apertura      | Lisandro López                                        | Racing Club                                  | 12                   | 19                   |
| 2005 Clausura      | Mariano Pavone                                        | Estudiantes                                  | 16                   | 19                   |
| 2005 Apertura      | Javier Cámpora                                        | Tiro Federal                                 | 13                   | 19                   |
| 2006 Clausura      | Gonzalo Vargas                                        | Gimnasia y Esgrima La Plata                  | 12                   | 18                   |
| 2006 Apertura      | Mauro Zárate Rodrigo Palacio                          | Vélez Sarsfield Boca Juniors                 | 12                   | 19 20                |
| 2007 Clausura      | Martín Palermo                                        | Boca Juniors                                 | 11                   | 16                   |
| 2007 Apertura      | Germán Denis                                          | Independiente                                | 18                   | 19                   |
| 2008 Clausura      | Darío Cvitanich                                       | Banfield                                     | 13                   | 16                   |
| 2008 Apertura      | José Sand                                             | Lanús                                        | 15                   | 19                   |
| 2009 Clausura      | José Sand                                             | Lanús                                        | 13                   | 19                   |
| 2009 Apertura      | Santiago Silva                                        | Banfield                                     | 14                   | 12                   |
| 2010 Clausura      | Mauro Boselli                                         | Estudiantes                                  | 13                   | 14                   |
| 2010 Apertura      | Santiago Silva Denis Stracqualursi                    | Vélez Sarsfield Tigre                        | 11 11                | 19 19                |
| 2011 Clausura      | Javier Cámpora Teófilo Gutiérrez                      | Huracán Racing Club                          | 11 11                | 19 16                |
| 2011 Apertura      | Rubén Darío Ramírez                                   | Godoy Cruz                                   | 12                   | 17                   |
| 2012 Clausura      | Carlos Luna                                           | Tigre                                        | 12                   | 18                   |
| 2012 Inicial       | Facundo Ferreyra Ignacio Scocco                       | Vélez Sarsfield Newell's Old Boys            | 13                   | 15 17                |
| 2013 Final         | Ignacio Scocco Emanuel Gigliotti                      | Newell's Old Boys Colón                      | 11                   | 16 18                |
| 2013 Inicial       | César Pereyra                                         | Belgrano                                     | 10                   |                      |
| 2014 Final         | Mauro Zárate                                          | Vélez Sarsfield                              | 13                   |                      |
| 2014 Transición    | Lucas Prato Maxi Rodríguez Silvio Romero              | Vélez Sarsfield Newell's Old Boys Lanús      | 11                   | 17 17 19             |
| 2015               | Marco Ruben                                           | Rosario Central                              | 21                   | 30                   |
| 2016               | José Sand                                             | Lanúsl                                       | 15                   | 19                   |
| 2016-17            | Darío Benedetto                                       | Boca Juniors                                 | 21                   | 25                   |